# Hispanofobia

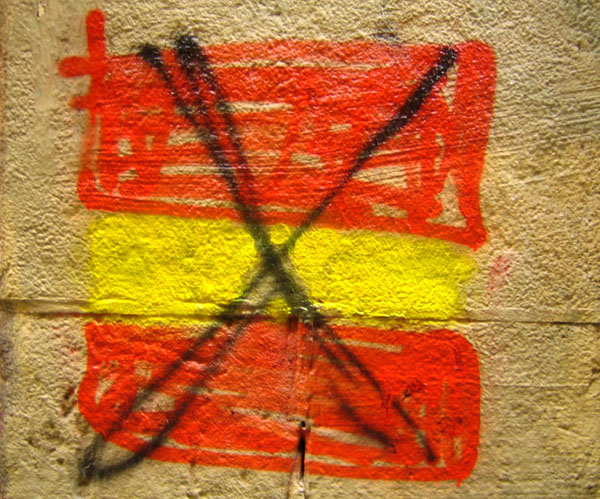
epresentação ódio contra a bandeira espanhola.

Hispanofobia (do latim Hispanus, ou "espanhol", e φοβία grega (fobia), ou "medo") é o medo, desconfiança, aversão, ódio ou discriminação contra os povos Hispano-americanos, a cultura hispânica e a língua espanhola. Como um fenômeno histórico, é considerado em três etapas principais. O sentimento anti-hispânico teve origem na Europa do século XVI, foi despertado novamente durante as disputas sobre o território espanhol e mexicano no século XIX, tais como as guerras Hispano-Americana e Mexicano-Americana, e, finalmente, pela imigração ilegal para os Estados Unidos e pelo nacionalismo catalão e basco.